# Steven Fletcher
Steven Kenneth Fletcher (Shrewsbury, Inglaterra, Reino Unido, 26 de marzo de 1987) es un futbolista escocés que juega como delantero y se encuentra sin equipo tras abandonar el Wrexham A. F. C.

## Biografía
Steven nació en una base del ejército británico, donde pasó la mayoría de su infancia entre bases de Inglaterra y Alemania, a las que su padre era enviado. Este murió cuando Fletcher tenía 10 años debido a un cáncer, y junto a su madre se mudaron a Hamilton, Escocia, para estar más cerca de su familia. Su madre no terminó de adaptarse y se marchó a Inglaterra, pero Fletcher no la acompañó y se quedó en Escocia con su tío.
En Hamilton conoció al entrenador de juveniles del Hibernian, Donald Park, que vio en Steven a un futbolista de mucho talento y lo fichó para el equipo con solo trece años. Fletcher debutó en el primer equipo en la temporada 2003-04, en el partido Hibernian 3 - 0 Kilmarnock. De todas formas, su asentamiento en el equipo se produjo en la temporada 2004-05, jugando 26 partidos y marcando 5 goles. En la temporada 2005-06 consiguió anotar 10 goles en 1,966 minutos, lo que equivale a aproximadamente un gol por cada dos partido.
En la temporada 2009-10 fue fichado por el Burnley inglés, recién ascendido a la Premier League, siendo el máximo goleador del equipo con 12 goles.
En 2010 fue fichado por el Wolverhampton Wanderers F. C. El fichaje costó 6,5 millones de £ siendo 500 000 £ para su club de inicio, el Hibernian.
Después del descenso del Wolverhampton al Football League Championship, fue vendido al Sunderland A. F. C. en el mes de agosto de 2012.

## Selección nacional
Fletcher debutó con la selección escocesa sub-21 en la temporada 2004-05. En el verano de 2006 fue convocado por la selección sub-19 de su país para disputar el Campeonato Europeo de Polonia. Escocia llegó a la final, que perdió ante España por 2-1. Fletcher fue el máximo anotador de su selección, con dos goles.

## Clubes
| Club                           | País       | Año       |
| ------------------------------ | ---------- | --------- |
| Hibernian F. C.                | Escocia    | 2004-2009 |
| Burnley F. C.                  | Inglaterra | 2009-2010 |
| Wolverhampton Wanderers F. C.  | Inglaterra | 2010-2012 |
| Sunderland A. F. C.            | Inglaterra | 2012-2016 |
| Olympique de Marsella (cedido) | Francia    | 2016      |
| Sheffield Wednesday F. C.      | Inglaterra | 2016-2020 |
| Stoke City F. C.               | Inglaterra | 2020-2022 |
| Dundee United F. C.            | Escocia    | 2022-2023 |
| Wrexham A. F. C.               | Gales      | 2023-2025 |